# Csaba Pálinkás
Csaba Pálinkás (2 de junho de 1959 — 11 de outubro de 2004) foi um ciclista de pista húngaro que competiu no ciclismo nos Jogos Olímpicos de Verão de 1980, representando a Hungria.